# レックス・ルガー
レックス・ルガー（Lex Luger、1958年6月2日 - ）は、アメリカ合衆国ニューヨーク州バッファロー出身の元プロレスラー、ボディビルダー。

## 来歴

### フットボーラー時代
ニューヨーク州オーチャードパークの高校から奨学金を得て、ペンシルベニア州立大学に進学したが、マイアミ大学に転校した。ペンシルベニア州立大学のコーチたちは、彼をラインバッカーかディフェンシブエンドでプレーさせようとしていた。1979年よりマイアミ大学に転校し、後にプロフットボール殿堂入りを果たすジム・ケリーらとチームメートとなった。同年ジョージア工科大学との試合を前に問題を起こし、5試合の出場にとどまり、チームを離れた。その後、CFLのモントリオール・アルエッツでプレー、エドモントン・エスキモーズとの第67回グレイ・カップにも出場した。アルエッツでは1981年までプレーした。
1982年、NFLのグリーンベイ・パッカーズと契約し移籍したが、トレーニングキャンプ中の負傷により、故障者リスト入りして、シーズンを棒に振った。1983年、パッカーズのトレーニングキャンプに参加したが、レギュラーシーズン開幕前に解雇された。パッカーズでは彼は背番号66をつけていたが、この背番号は、レイ・ニチキが引退した後、誰もつけていない背番号であった。
1984年はUSFLのタンパベイ・バンディッツ、メンフィス・ショーボーツ、ジャクソンビル・ブルズに所属、タンパベイでは、後にWCWでライバルとなるロン・シモンズとチームメートとなった。

### プロレスデビュー〜NWAフロリダ在籍時
1985年、フロリダ州においてボブ・ループとヒロ・マツダの元でトレーニングを行い、同年9月、NWAフロリダにてプロレスデビューした。
同年11月19日、ワフー・マクダニエルを破り、フロリダ版のNWA南部ヘビー級王座を獲得。翌年1月15日、ジェシー・バーに奪われるも2月14日に同王座の奪還に成功した。
3月12日にはNWAフロリダTV王座、6月13日にはNWAフロリダバハミアン王座を獲得し、7月29日には三度目のNWA南部ヘビー級王座の奪取に成功するなど活躍したが、その後、ブルーザー・ブロディとのスチール・ケージ・マッチを最後に、ジム・クロケット・プロモーションズ（のちのWCW）へ移籍した。

### WCW在籍時（第1期）
1987年7月、ニキタ・コロフを破り、USヘビー級王座を獲得。その後、同王座を4度獲得した。
1988年3月、バリー・ウインダムと組み、アーン・アンダーソン、タリー・ブランチャード組を破り、NWA世界タッグチーム王座を奪取した。
同年4月、第3回ジム・クロケット・シニア・メモリアル・カップにスティングと組んで出場し、優勝を果たした。
1988年から1989年に掛けて、リック・フレアーの持つNWA世界ヘビー級王座に幾度も挑戦したがタイトル奪取には至らず、ライバルであり、プライベートでは親友でもあるスティングに先を越される形となってしまった。
1991年7月、リック・フレアーがNWA世界ヘビー級チャンピオンのままWWEに移籍したことと、訴訟によりWCWが"NWA"の名称を使えなくなったことから、同団体の看板タイトルとしてWCWヘビー級王座が新設された。レックス・ルガーとバリー・ウインダムとの間で王者決定戦が行われ、ルガーが勝利して初代WCWヘビー級王者となった。王者時代は、ハーリー・レイスをマネージャーに就けていた。
1992年2月、スティングに敗れて王座から転落した後、WCWを退団した。

### WBF、WWF在籍時
ルガーはWWFと契約した。しかし、WCWとの契約期間を残したまま移籍した為、プロレスの試合に出場することはできなかった。WWFは、契約満了までの間、ルガーをWWF傘下のボディビル団体WBFのスターとして売り出すことにした。しかし、バイク事故で負傷してしまい、復帰できないままWBFそのものが閉鎖されてしまった。
1993年、WCWとの契約期間満了を待って、ルガーはプロレスラーとしてWWFに出場した。その際、入場時に鏡を持ち込み、自分の肉体美を誇示する「ナルシシスト」のギミックが与えられた。
WWF上層部はハルク・ホーガンらが第一線を退いた後の団体のエース格としてルガーに白羽の矢を立て、同年7月、ヨコズナをボディスラムで投げたことをきっかけに、「オール・アメリカン」にギミックチェンジした。直後、2ヶ月かけてアメリカ大陸を大型バスで横断し、各地の子供達と交流する「レックス・エキスプレス」なるキャンペーンも実施。入場曲やコスチュームもアメリカを強く意識した物へと変化した。同年8月、サマースラムにてヨコズナの持つWWF王座に挑戦し、リングアウト勝ちしたが、タイトルマッチの規定により王座獲得はならなかった。
1994年1月、ロイヤルランブルにて、ヨコズナの持つWWF王座への挑戦権を賭けた時間差バトルロイヤルに出場し、ブレット・ハートと同体で転落し、両者優勝となった。
1994年3月、レッスルマニアXにてヨコズナに挑戦するも、レフェリーを務めたカート・ヘニングの不可解な裁定によりまたもや王座獲得ならず。同日、ブレット・ハートがヨコズナに勝利し、WWF王座はブレット・ハートの手に渡ることとなった。そして、その後は低迷が続き、王座獲得を期待していたファンの関心も次第に薄れていった。
1995年9月、ルガーはWWFを退団した。

### WCW在籍時（第2期）
1995年9月4日、WCWはマンデー・ナイトロの放送を開始した。WCWは、第1回放送から視聴者にインパクトを与えることを狙い、前日までWWFに出場していたレックス・ルガーを裏番組の「ナイトロ」に出演させるという演出を行った。
しかし、WCWがルガーを獲得したのはスティングの意向によるものであり、フロントサイドはルガーを厚遇したわけではなかった。WCWはWWFから次々とスター選手を引き抜き、視聴率や興行成績でWWFを圧倒するようになったものの、ルガーの存在感は次第に薄れていった。
1999年頃より、WCWは莫大な赤字を計上するようになっていた。また、WCWの親会社であったテッド・ターナー率いるターナー・ブロードキャスティング・システム（TBS）は、1996年タイム・ワーナーに買収された。これらの事情により、不採算部門であるWCWの売却が検討されることとなった。
2001年、WCWはWWFに買収された。WWFが欲していたのは、過去の映像資産であり、かつてのスター選手ではなかった。若手を中心に数十名のレスラーの契約が引き継がれたが、そこにルガーの名前はなかった。

### リタイア
WCW崩壊後は、WWAに参戦。アイルランドのダブリンにて、盟友スティングとタッグを組み、マリス＆バフ・バグウェル組と対戦し勝利した。その後スコットランドのグラスゴーにて行われたPPV、The Retributionでスティングとのシングルマッチに勝利し、WWA世界ヘビー級王座を奪取した。しかしその一週間後、スイスのチューリッヒで行われた試合で王座から陥落している。
2003年にランディ・サベージの元妻、エリザベスがルガーの自宅で変死した事件のため事情聴取を受けた。
その後TNAに短期参戦した後、完全に現役を引退し暫く公に姿を見せなかったが、2010年になりTV番組等へ出演、引退して時が経ったせいか、かつての筋肉美や厳つい表情は完全に消え、別人のようになっている。
2025年、WWE殿堂に迎えられた。

## 得意技
必殺技
- トーチャー・ラック（Torture Rack）

キャリアを通しての必殺技。相手の後方から担ぎ上げるのが特徴。
- アティテュード・アジャストメント（Attitude Adjustment）
- ランニング・フォアアーム・スマッシュ

得意技
- ボディスラム
- パワースラム
- リフトアップ・スラム
- ダイビング・クローズライン
- クローズライン

## 獲得タイトル
WCW
- WCW世界ヘビー級王座：2回
- WCW世界タッグ王座：3回（w / バリー・ウィンダム、スティング、ザ・ジャイアント）
- WCW USヘビー級王座：5回
- WCW世界TV王座：2回

WWF / WWF
- ロイヤルランブル優勝 : 1回（1994年、ブレット・ハートと同時優勝）
- WWE殿堂：2025年[7]

チャンピオンシップ・レスリング・フロム・フロリダ
- NWAバハマズ・ヘビー級王座 : 1回
- NWAフロリダTV王座 : 1回
- NWA南部ヘビー級王座（フロリダ版） : 3回

その他
- WWA世界ヘビー級王座 (オーストラリア版)